# 小崎憲
小崎 憲（こざき けん、1971年3月30日 - ）は、日本中央競馬会 (JRA) ・栗東トレーニングセンターに所属している調教師。愛知県豊明市出身。星城高等学校卒。長男はJRA騎手の小崎綾也。

## 来歴
1991年9月、高校卒業後サラリーマン生活を経て、JRA競馬学校厩務員課程に入学する。
1992年1月、栗東･飯田明弘厩舎所属の厩務員となり、同年3月には調教厩務員となる。1994年6月に調教助手となる。
1997年2月、栗東･森秀行厩舎の所属となる。
2006年2月、調教師免許を取得する。
2007年3月、厩舎を開業する。初出走は、3月10日でノーモアクライが2着となり、翌11日、ワンダープロが勝利し、のべ3頭目での初勝利となった。同年5月、第52回京王杯スプリングカップをエイシンドーバーが制しJRA重賞初勝利を挙げる。厩舎開業から2か月あまりでの快挙となった。
2008年10月、金沢競馬場で行われた白山大賞典をスマートファルコンで制し、地方競馬のダートグレード競走初勝利をあげた。
2010年11月3日にはスマートファルコンがJBCクラシックを制し、JpnI初勝利。
2011年7月17日、新潟11Rでエーシンヴァーゴウが1着となり、現役161人目となるJRA通算100勝を達成した。同年12月、大井競馬場で行われた東京大賞典をスマートファルコンで制し、GI初勝利をあげた。
2017年8月5日、小倉6Rでサイレントアスカが1着となり、現役110人目となるJRA通算200勝を達成した。
2024年11月30日、中京6Rでアンシールが1着となり、現役71人目となるJRA通算300勝を4272戦目で達成した。

## 調教師成績
|            | 日付           | 競馬場・開催   | 競走名        | 馬名               | 頭数 | 人気 | 着順 |
| ---------- | -------------- | -------------- | ------------- | ------------------ | ---- | ---- | ---- |
| 初出走     | 2007年3月10日  | 1回中京3日9R   | 4歳上500万下  | ノーモアクライ     | 16頭 | 3    | 2着  |
| 初勝利     | 2007年3月24日  | 1回阪神6日8R   | 4歳上500万下  | ワンダープロ       | 16頭 | 10   | 1着  |
| 重賞初出走 | 2007年4月7日   | 2回阪神5日11R  | 阪神牝馬S     | サウスティーダ     | 10頭 | 6    | 10着 |
| 重賞初勝利 | 2007年5月12日  | 2回東京7日11R  | 京王杯SC      | エイシンドーバー   | 18頭 | 5    | 1着  |
| GI初出走   | 2007年6月3日   | 3回東京6日11R  | 安田記念      | エイシンドーバー   | 18頭 | 6    | 6着  |
| JpnI初勝利 | 2010年11月3日  | 8回船橋3日10R  | JBCクラシック | スマートファルコン | 13頭 | 4    | 1着  |
| GI初勝利   | 2011年12月29日 | 16回大井4日10R | 東京大賞典    | スマートファルコン | 12頭 | 1    | 1着  |

## 主な管理馬
- エイシンドーバー（2007年京王杯スプリングカップ）
- エイシンロンバード（2007年武蔵野ステークス）
- スマートファルコン（2008年白山大賞典、彩の国浦和記念、兵庫ゴールドトロフィー、2009年佐賀記念、名古屋大賞典、かきつばた記念、さきたま杯、ブリーダーズゴールドカップ、2010年かきつばた記念、さきたま杯、JBCクラシック、東京大賞典、2011年ダイオライト記念、帝王賞、日本テレビ盃、JBCクラシック、東京大賞典、2012年川崎記念）
- エーシンヴァーゴウ（2011年アイビスサマーダッシュ、セントウルステークス）
- ワンミリオンス （2017年TCK女王盃、エンプレス杯）

## エピソード
2011年4月、長男である小崎綾也が競馬学校に30期生として入学し（同期入学に木幡初広騎手の長男である木幡初也らがいる）、2014年2月に卒業したが、調教中の怪我（右目の眼底骨折）で治療に専念するため騎手デビューは2014年4月19日となり、同日阪神競馬7Rで自身の管理するケルンフォーティーで初勝利を挙げた。

## 主な厩舎所属者
- 中村直也（調教助手、2007年 - 2020年）※現在調教師